# Martainville (Eure)
Martainville ist eine französische Gemeinde mit 497 Einwohnern (Stand: 1. Januar 2022) im Département Eure in der Region Normandie. Sie gehört zum Arrondissement Bernay und ist Teil des Kantons Beuzeville.
Die Einwohner werden Martainvillais genannt.

## Geographie
Martainville liegt etwa 32 Kilometer südöstlich von Le Havre im Lieuvin.

### Nachbargemeinden
Umgeben ist Martainville von den Nachbargemeinden Le Torpt im Norden und Nordwesten, Fort-Moville im Norden, Triqueville im Nordosten, Vannecrocq im Osten, La Chapelle-Bayvel im Osten und Südosten, Le Bois-Hellain im Süden, Bonneville-la-Louvet im Südwesten sowie La Lande-Saint-Léger im Westen.

## Bevölkerungsentwicklung
| 1962                      | 1968 | 1975 | 1982 | 1990 | 1999 | 2006 | 2013 |
| ------------------------- | ---- | ---- | ---- | ---- | ---- | ---- | ---- |
| 238                       | 211  | 204  | 179  | 195  | 216  | 267  | 419  |
| Quelle: Cassini und INSEE |      |      |      |      |      |      |      |

## Sehenswürdigkeiten

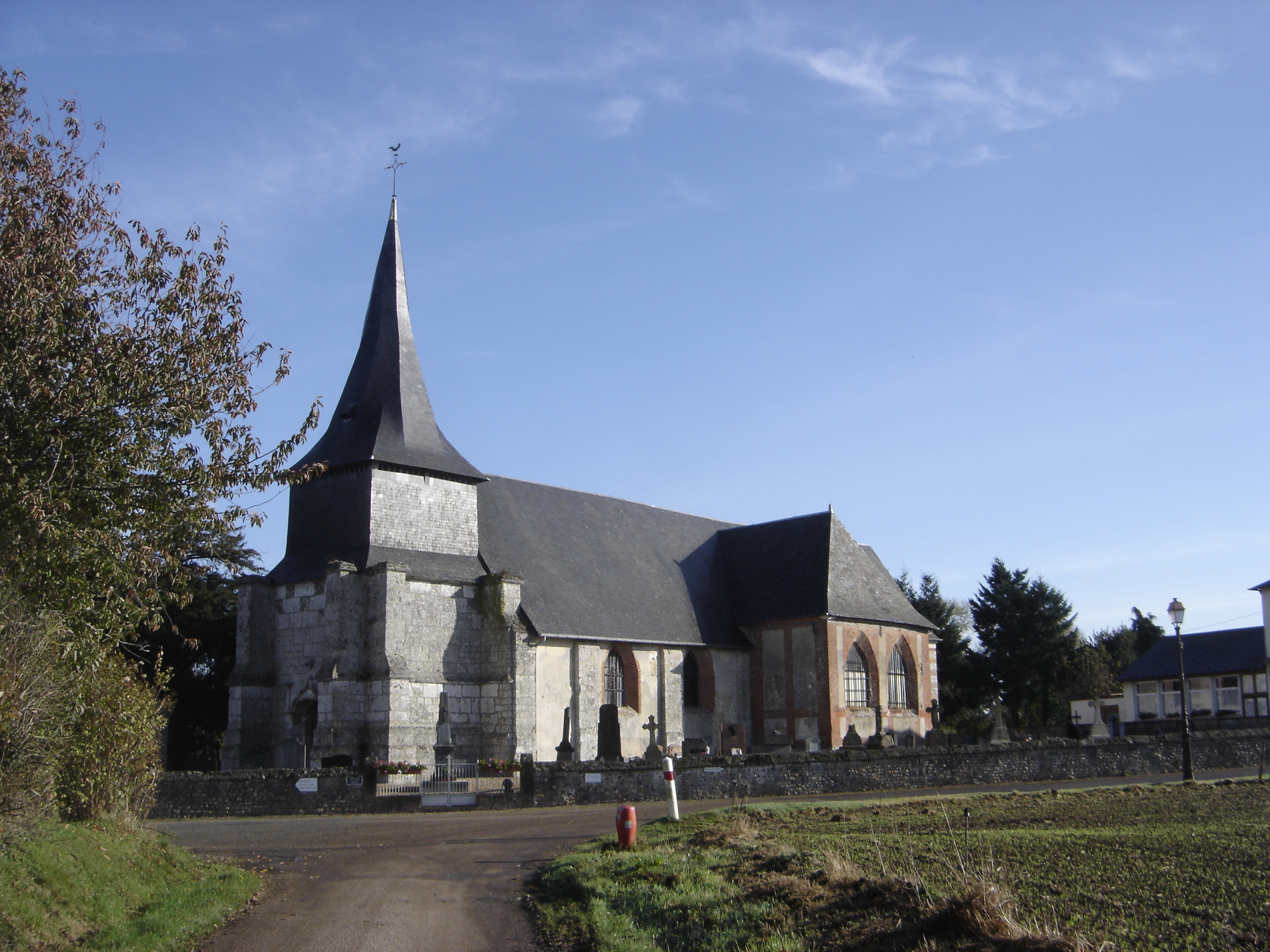
Kirche Saint-Pierre

- Kirche Saint-Pierre aus dem 12. Jahrhundert, Umbauten aus dem 15., 16. und 18. Jahrhundert, seit 2013 Monument historique
- Herrenhaus von 1787
- Domäne aus dem 18. Jahrhundert